# Psicologia de masses

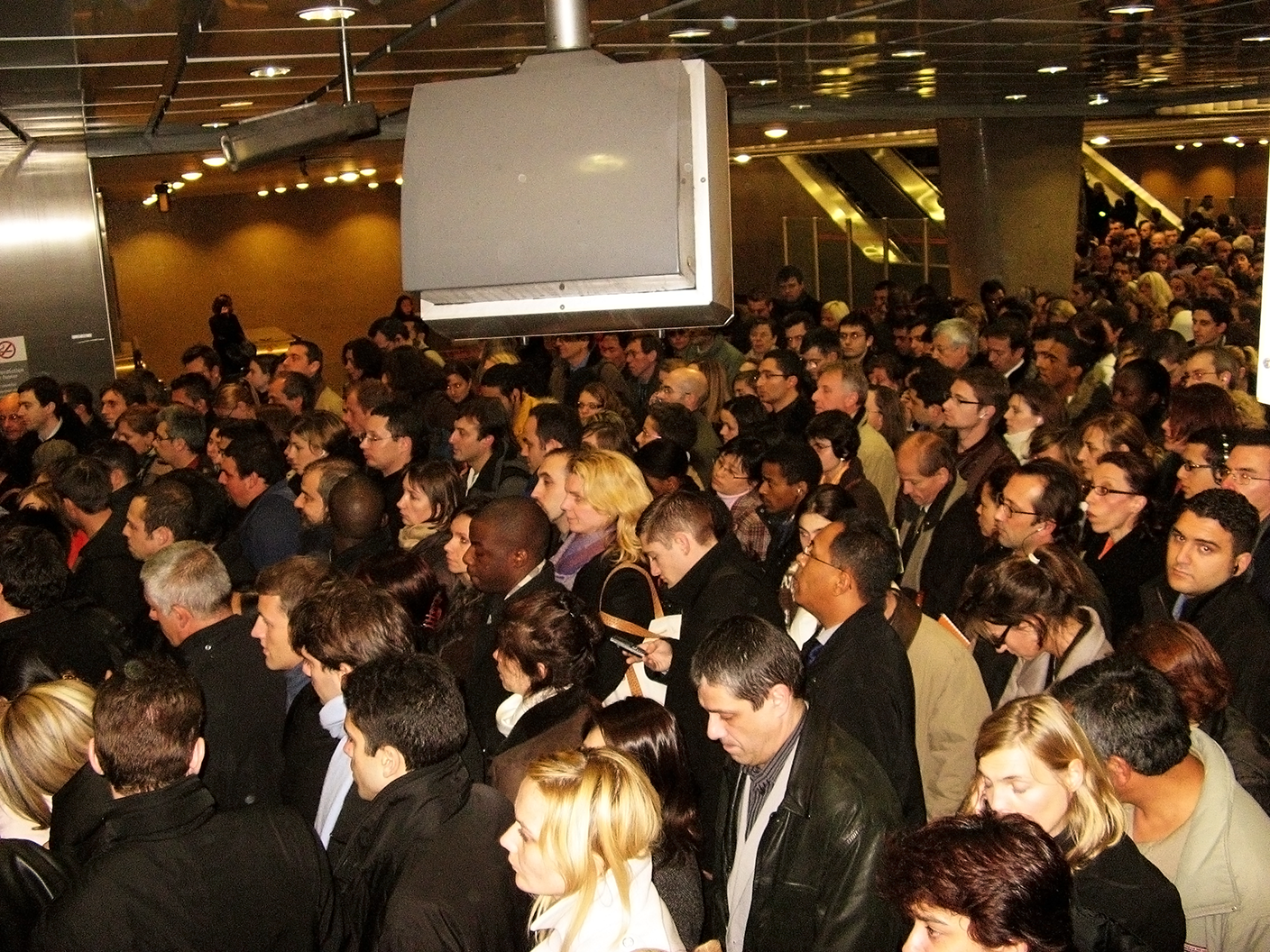
Massa de gent

La psicologia de masses és una disciplina de la psicologia social que estudia el comportament de l'individu quan es troba enmig d'un grup molt nombrós (massa), ja que sol ser diferent que quan actua de manera aïllada o en grups on és conegut. L'anonimat i les emocions compartides tendeixen a exacerbar determinats patrons de la personalitat, de forma que se sol actuar a impulsos i menys per la raó.
L'individu sol acomodar-se a les decisions del grup per mimetisme o por al rebuig, especialment si sorgeixen líders amb carisma que guien la massa en una direcció concreta. Així s'expliquen els actes violents en grans concentracions i revoltes, fallides de la borsa històriques o la moda de determinats personatges o tendències.

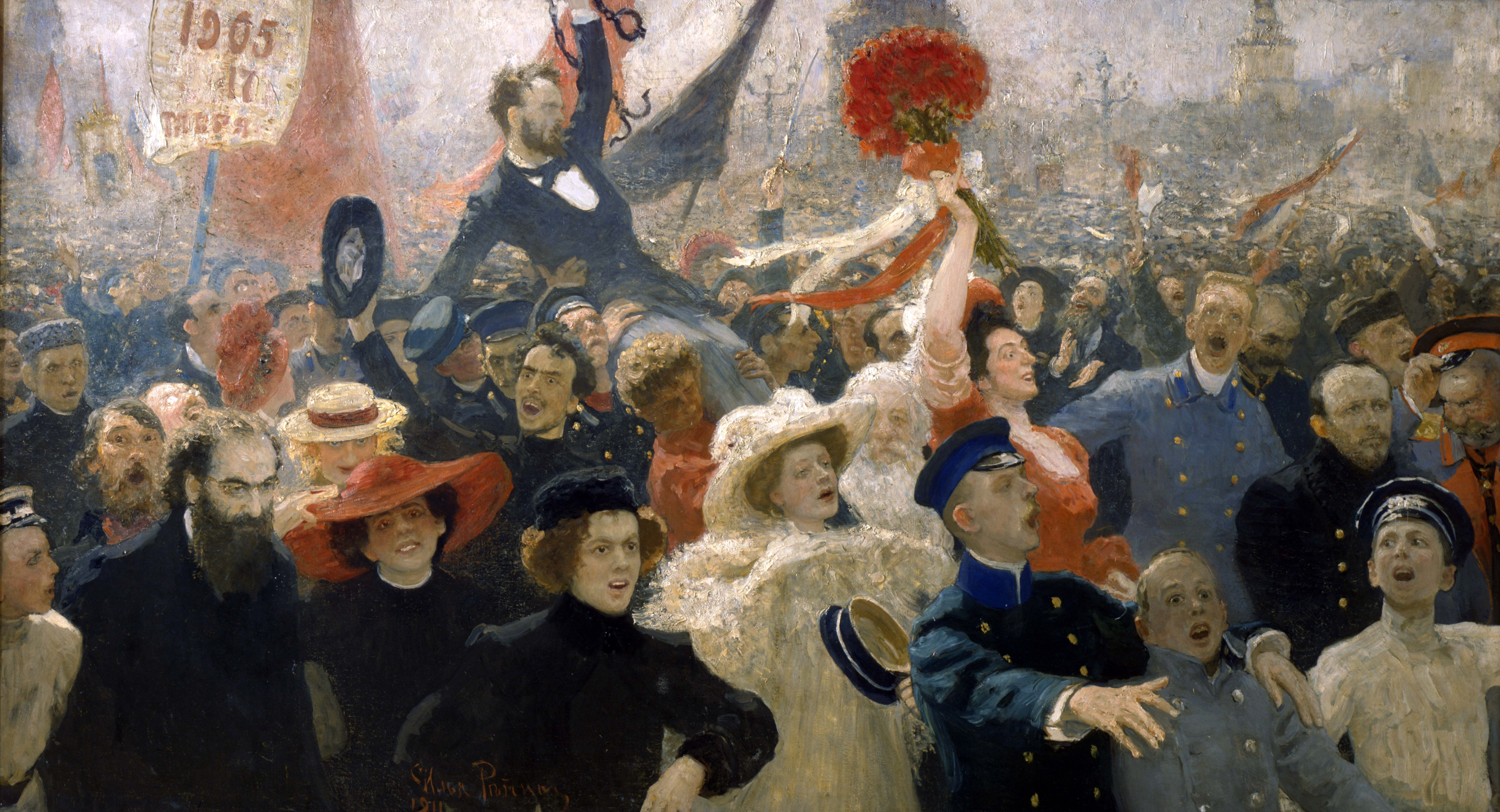
Manifestació el 17 d'octubre de 1905

La massa és un grup nombrós d'individus que es reuneixen en un mateix espai alhora o bé comparteixen una emoció i un esdeveniment que actua com a nexe, com una manifestació. Els seus membres actuen gregàriament només mentre dura aquest estímul i després la massa es dissol.
Un tipus especial de massa és el públic que actua alhora mogut per un espectacle, com una pel·lícula o partit de futbol, i que expressa els seus judicis de valor sobre el que està veient i sentint, amb conductes gregàries que es contagien i que creen sentiment de pertinença. Les reaccions poden ser en diferit, com la vinculació que es crea entre els fans d'una mateixa sèrie de televisió.